# إوز أبيض
الأوز الأبيض هي مجموعة صغيرة من الطيور المائية التي موحدة في جنس أو جنيس   تشن Chen ، في الحقيقية الأوز و الأوز العراقي عبارة عن فصيلة هي الأوز. تتكاثر في المناطق شبه القطبية أي مناطق أمريكا الشمالية وحول مضيق بيرينغ، تهاجر جنوبا في الشتاء .
الأوز طائر مائي يشبه البط والتم. من فصيلة البطيات Anatidae ورتبة أوزيات الشكل Anseriformes صف الطيور Aves. له منقار مُفلطح، ورقبة طويلة، وريش طارد للماء، وأجنحة طويلة مدببة، وذيلٌ قصير، وأرجلٌ قصيرة، وأقدام كفيّه ذات أغشية بين الأصابع. يتم تجميع هؤلاء الأوز أحيانا تحت الأسرة ANSER من الأوز الرمادي.

## الأنواع
- أوز الثلج،  تشن Chen caerulescens'
- أوز روز،  تشن Chen rossii
- الأوز الإمبراطور، Chen canagica

المفترض أن مستحاثة أوزة الثلوج القزمية  تشن PRESSA  الآن توضع في